# GOL Sniper Magnum
Il GOL-Sniper Magnum è un fucile bolt-action progettato dalla compagnia tedesca Gol-Matic GmbH di Birkenau. Il fucile è disponibile in configurazione tattica, sportiva e da competizione.

## Progettazione
Il fucile fu progettato da Gottfried Prechtl, specializzato in fucili Mauser personalizzati. Il sistema bolt-action è basato sul sistema Mauser M98 Magnum, introdotto nel tardo XIX secolo nel Mauser Gewehr 98. Nei modelli più recenti, l'otturatore risulta un ibrido tra l'otturatore originale del Gewehr 98 e un particolare castello con sportello otturatore molto piccolo lavorato con macchine ad alta precisione. Ogni fucile è prodotto in base alle richieste dell'acquirente: che sia richiesta la versione tattica o la versione sportiva, infatti, esistono diverse configurazioni possibili per questo fucile.
Il corpo del fucile è costruito interamente in legno di noce che contiene la canna ad alta precisione Lothar Walther e un otturatore Mauser. Il corpo in legno di noce incrementa la flessibilità dell'arma e riduce il rinculo, garantendo una maggior precisione.

## Il Gol Sniper Magnum nella cultura di massa
In ambito videoludico compare in Battlefield Bad Company 2 e Battlefield 4.